# Fort de Vacherauville

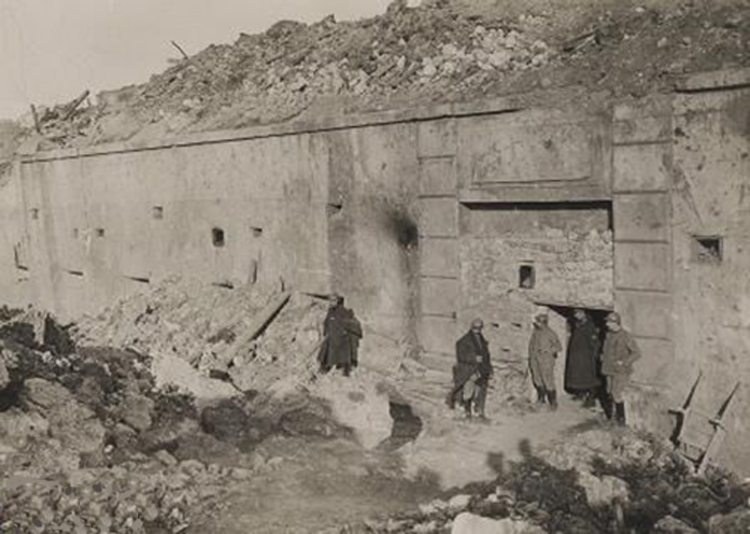
Haupteingang des Forts um 1917

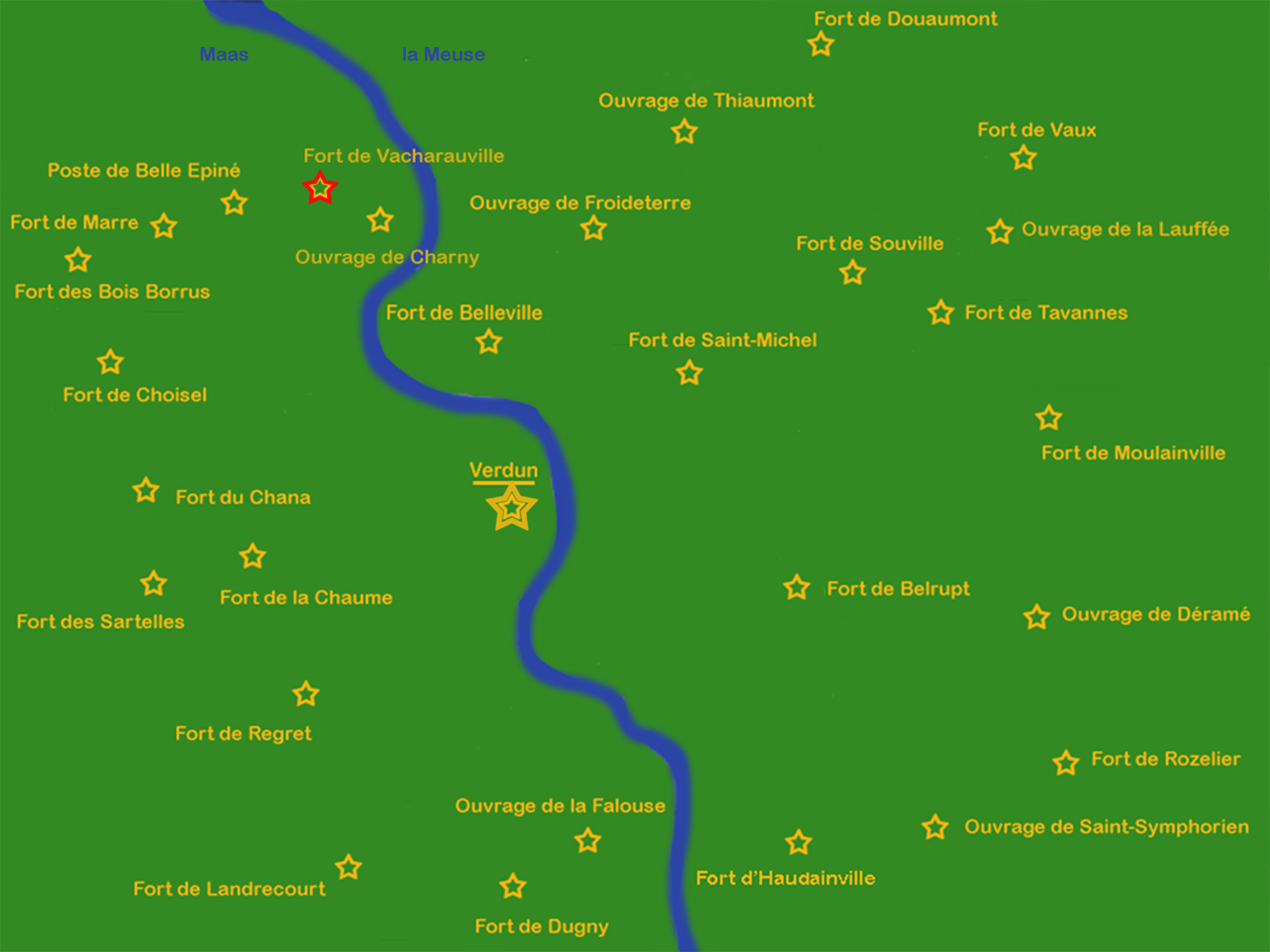
Lageplan

Das Fort de Vacherauville ist ein ehemaliges Befestigungswerk links der Maas auf dem Gebiet der Gemeinde Charny-sur-Meuse im Département Meuse. Erbaut in den Jahren 1900 bis 1914/15 war es das modernste Fort des Festen Platzes Verdun und das letzte, das vor dem Ersten Weltkrieg vervollständigt wurde. Vom Baustil entsprach es dem Typ „Vieux Canton“ in Toul. Es gehörte zum Festungsgürtel Verdun und war das am weitesten westlich gelegene Fort der Festung. Die Besatzung war auf 195 Mann festgelegt, die Gesamtkosten (inklusive Landkauf, Bewaffnung und Ausstattung) beliefen sich auf 2.400.000 Goldfrancs.

## Lage und Aufgaben
Das Fort liegt auf einem kleinen Hügel von 268 m Höhe in einer Entfernung von 2,2 km zum Fort de Marre im Westen, 4,6 km zur Ouvrage de Froideterre im Osten, 970 m zur Ouvrage de Charny im Südosten und 960 m zum Posten „De la Belle Épine“ im Südwesten. Das Dorf Vacherauville, das dem Fort seinen Namen gegeben hatte, liegt nordöstlich auf der anderen Seite der Maas. Aufgabe war die Kontrolle der Straße von Varennes (aktuell D38) und der Eisenbahnlinie von Sedan über Stenay und Dun-sur-Meuse nach Verdun (heute stillgelegt). Außerdem die Überwachung der Zwischenräume zum Fort de Marre und der Ouvrage de Froideterre.
Im September 1914 feuerte der 155-mm-Panzerturm 40 Granaten auf Ziele in den von den Deutschen besetzten Ortschaften Regnéville-sur-Meuse und Forges-sur-Meuse.

## Baumaßnahmen

### Projektierte Maßnahmen
- 1908:

Bau einer Ouvrage mit einer Kaserne aus Beton mit Flankierungsgräben.
Bau eines Geschützpanzerturms Tourelle Galopin de 155 mm R modèle 1907, eines weiteren vom Typ Tourelle de 75 mm R modèle 1905 und eines Maschinengewehrturms Tourelle de mitrailleuses modèle 1899 (Maschinengewehr Mitrailleuse Hotchkiss de 8 mm modèle 1900).
- 1910:

Einbau eines zweiten Geschützpanzerturms 155 mm R, eines zweiten Maschinengewehrturms und eines Elektrizitätswerkes mit fünf Generatoren.
- 1914:

Motorisierung der Hebeanlage des Geschützpanzerturms 155 mm R (Turm Nr. 12) durch den Einbau eines Elektromotors mit einer Leistung von 5 bis 6 PS. Diese Arbeiten sollten gleichzeitig mit dem Einbau des Turms erfolgen.
Ein zweiter Geschützturm “Tourelle de 75 mm R modèle 1905” war geplant.

### Durchgeführte Maßnahmen
- 1910 bis 1914

Bau eines Kasernenblocks aus armiertem Beton, des Grabens, eines Kehlkoffers und einer doppelten und einer einfachen Frontgrabenstreiche.
Installation von vier Beobachtungspanzerkuppeln (Observatoire cuirassé) und von 2 gepanzerten Beobachtungsständen (Guérite blindée)
- 1910 bis 1912

Einbau eine Geschützpanzerturms “Tourelle de 75 mm R modèle 1905” und eins Maschinengewehrturms “Tourelle de mitrailleuses modèle 1899”; beide schussbereit am 20. November 1912.
- 1911 bis 1914

Einbau von zwei Geschützpanzertürmen “Tourelle de 75 mm R modèle 1905”, schussbereit am 22. Juli 1914
- 1912 bis 1914

Einrichtung eines Elektrizitätswerkes mit 3 Generatoren, angetrieben von Petrolmotoren und mit einer Leistung von je 5500 Watt bei einer Spannung von 110 Volt zur Beleuchtung und zum Betrieb der Lüftungsanlage.

## Bauwerk
Ab dem Jahre 1900 wurden die vorhandenen Forts der Barrière de fer nochmals verstärkt und bestehende Lücken durch die Neuanlage von solchen geschlossen. An Stelle der vorhandenen offenen Batteriestellung bei Charny-sur-Meuse begann man hier ein massives Fort zu errichten. Der acht Meter breite Graben umschloss eine Fläche von 1,2 Hektar, womit das Fort bedeutend kleiner war als solche mit vergleichbarer oder schwächerer Bewaffnung (das nur mit einem 155 mm Turm ausgestattete Fort Douaumont umfasste eine Fläche von 7,4 Hektar.) Es hatte die Form eines Trapezes mit einer Seitenlänge von 100 × 100 × 110 × 140 Metern. Der Hauptbau bestand aus Stahlbeton mit gewölbten Decken, die zwischen 2,5 m und 1,8 m dick waren. Zum Kehlgraben gab es Schießscharten.
Im August 1914 war das Festungswerk zwar als “Ouvrage de prèmiere catégorie” (Zwischenwerk erster Kategorie) klassifiziert und der Festungsregion 6 zugewiesen worden, allerdings war es noch nicht fertig, da der Beton des Geschützbrunnens des zweiten Turms 155 mm noch nicht gegossen war. Ebenso war die Zugbrücke noch nicht eingebaut. Bei Kriegsbeginn wurden die Arbeiten zunächst eingestellt. Noch zu erledigen waren:
Einbau des zweiten Maschinengewehrturms
diverse Erdarbeiten
Bau des eisernen Palisadenzauns auf der äußeren Grabenwand
Fertigstellung des Geschützbrunnens für den zweiten Geschützturm 155
Fertigstellung der äußeren und inneren Grabenwand
Fertigstellung des Eingangstors
Einbau der Zugbrücke
Fertigstellung der Entwässerung und der Frischwasserversorgung
Einbau der elektrischen Beleuchtung und des elektrischen Antriebs der Turmhebewerke
Diese Arbeiten wurde 1914 wurden wieder aufgenommen und mit der Fertigstellung des zweiten Geschützpanzerturms im Frühjahr 1915 dann endgültig eingestellt.

### Ausstattung

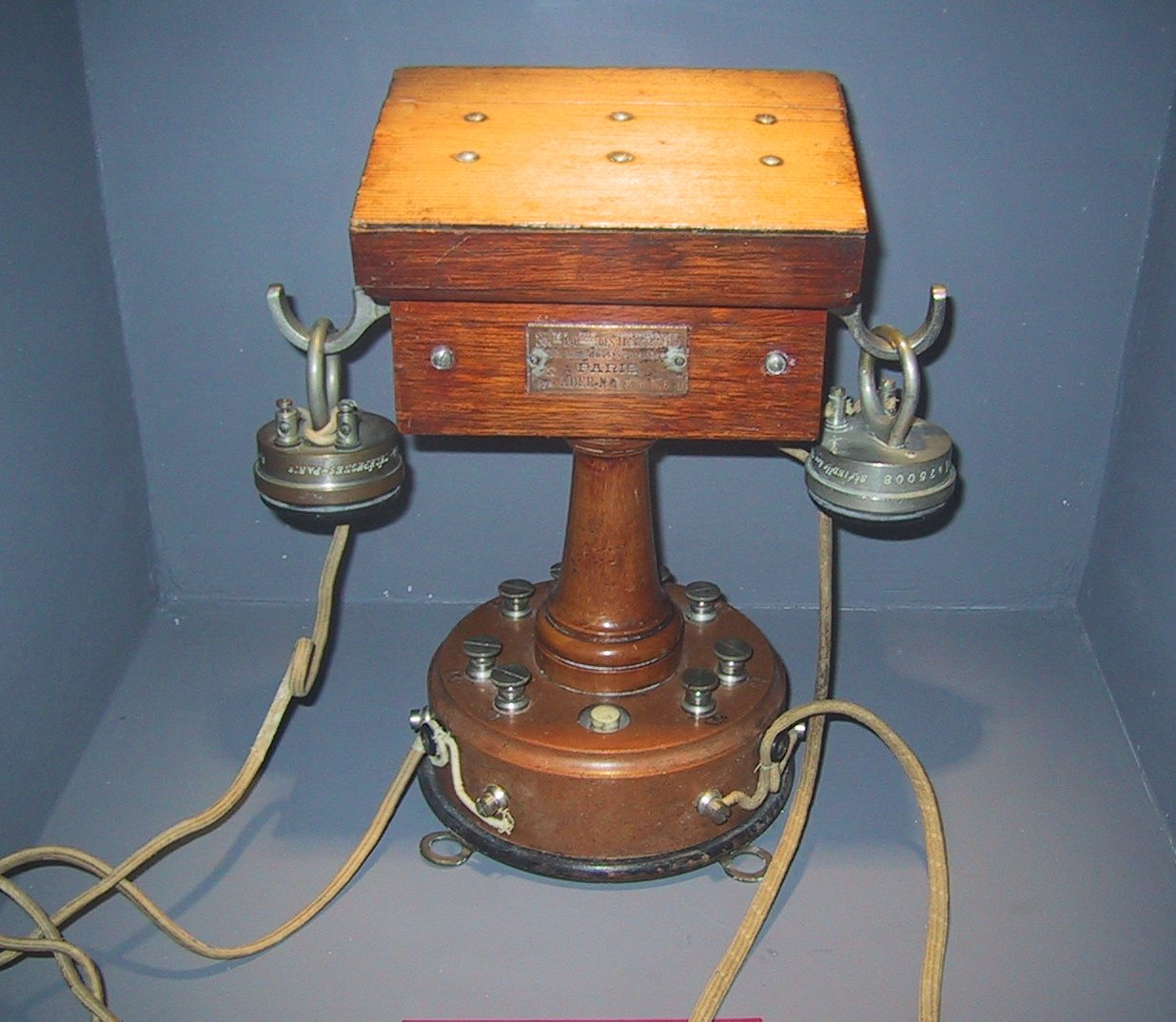
Telefon System Ader

- Pulvermagazine und Kartuschmagazine waren durch Munitionsmagazine ersetzt worden
- Unterkunft mit 195 Schlafplätzen in der Betonkaserne (Hauptbau)
- Küche mit 2 Kochherden der Marke François Vaillant
- eine betonierte Zisternen von 135 m³ (Füllung mit Regenwasser)
- eine betonierte Zisternen von und 142 m³ (Füllung mit Quellwasser)
- über den Graben führte eine abwerfbare Brücke
- ein Lichtsignalapparat mit einem Scheinwerfer 14 cm und 21 cm Durchmesser wurde in Reserve gehalten.
- zur Zitadelle in Verdun und zum Posten „Jardin-Fontaine“ führte eine Telephonverbindung vom System Ader
- die Beleuchtung war durch elektrische und Petroleumlampen im Inneren, elektrischen und Kerzenlampen in den Türmen, sowie Azetylenlampen in den Grabenwehren sichergestellt.

## Bewaffnung

### 1913
| Auf den Wällen      | Panzerung und Kasematten | Grabenwehren                      | Annexbatterien |
| ------------------- | --- | --------------------------------- | -------------- |
| 0                   | 1 Geschütz Canon de 155 mm R modèle 1877 im Panzerturm Typ “Tourelle Galopin de 155 mm R modèle 1907” 2 Kanonen de 75 mm R modèle 1905 in einem Geschützpanzerturm “Tourelle de 75 mm R modèle 1905” 1 Maschinengewehrturm “Tourelle de mitrailleuses modèle 1899” 3 gepanzerte Beobachtungskuppeln (Observatoire cuirassé) 3 gepanzerte Beobachtungsstände (Guérite blindée) | Arbeiten noch nicht abgeschlossen | 0              |
| Geschütze gesamt: 0 | 3 | 0                                 | 0              |

### August 1914
| Auf den Wällen      | Panzerung und Kasematten | Grabenwehren | Annexbatterien |
| ------------------- | --- | ------------ | -------------- |
| 0                   | 1 Geschütz Canon de 155 mm R modèle 1877 im Panzerturm Typ “Tourelle Galopin de 155 mm R modèle 1907” 2 Kanonen de 75 mm R modèle 1905 in einem Geschützpanzerturm “Tourelle de 75 mm R modèle 1905” 1 Maschinengewehrturm “Tourelle de mitrailleuses modèle 1899” 4 gepanzerte Beobachtungskuppeln 3 gepanzerte Beobachtungsstände | 0            | 0              |
| Geschütze gesamt: 0 | 3 | 0            | 0              |

### März 1915
| Auf den Wällen      | Panzerung und Kasematten | Grabenwehren | Annexbatterien |
| ------------------- | --- | --- | -------------- |
| 0                   | 1 Geschütz Canon de 155 mm R modèle 1877 im Panzerturm Typ “Tourelle Galopin de 155 mm R modèle 1907” 2 Kanonen de 75 mm R modèle 1905 in einem Geschützpanzerturm “Tourelle de 75 mm R modèle 1905” 1 Maschinengewehrturm “Tourelle de mitrailleuses modèle 1899” 4 gepanzerte Beobachtungskuppeln 3 gepanzerte Beobachtungsstände | Doppelte Grabenstreiche 2 Canon revolver de 40 mm modèle 1879 mit je 180 Granaten 2 Canon de 12 mle 1853–1859 mit je 150 Granaten Einfache Grabenstreiche 1 Canon revolver de 40 mm modèle 1879 mit 180 Granaten 1 Canon de 12 mle 1853–1859 mit 150 Granaten Kehlkoffer Nur Gewehrscharten | 0              |
| Geschütze gesamt: 0 | 3 | 6 | 0              |

## Garnison

### Die etatmäßige Besatzung des Forts bestand 1914 aus
- Infanterie: 1 Offizier / 130 Unteroffiziere und Mannschaften
- Artillerie: 1 Offizier / 11 Unteroffiziere / 59 Mannschaften
- Pioniere: 1 Offizier / 9 Mannschaften
- Telephontruppe: 2 Mann
- Hilfspersonal (Militärarbeiter): 59 Mann
- Medizinisches Personal: 0
- Batteriewache: 0
- Gesamt: 250 Mann

### Kriegsmäßige Verstärkung gemäß der Vorschrift vom 21. März 1905
- Infanterie: 1 Offizier, 81 Unteroffiziere und Mannschaften des “135e régiment d’infanterie”
- Artillerie: 78 Unteroffiziere und Mannschaften des “5e régiment d’artillerie à pied” (5. Fußartillerieregiment)
- Pioniere: 38 Unteroffiziere und Mannschaften
- Gesamt: 193 Mann

## Erster Weltkrieg

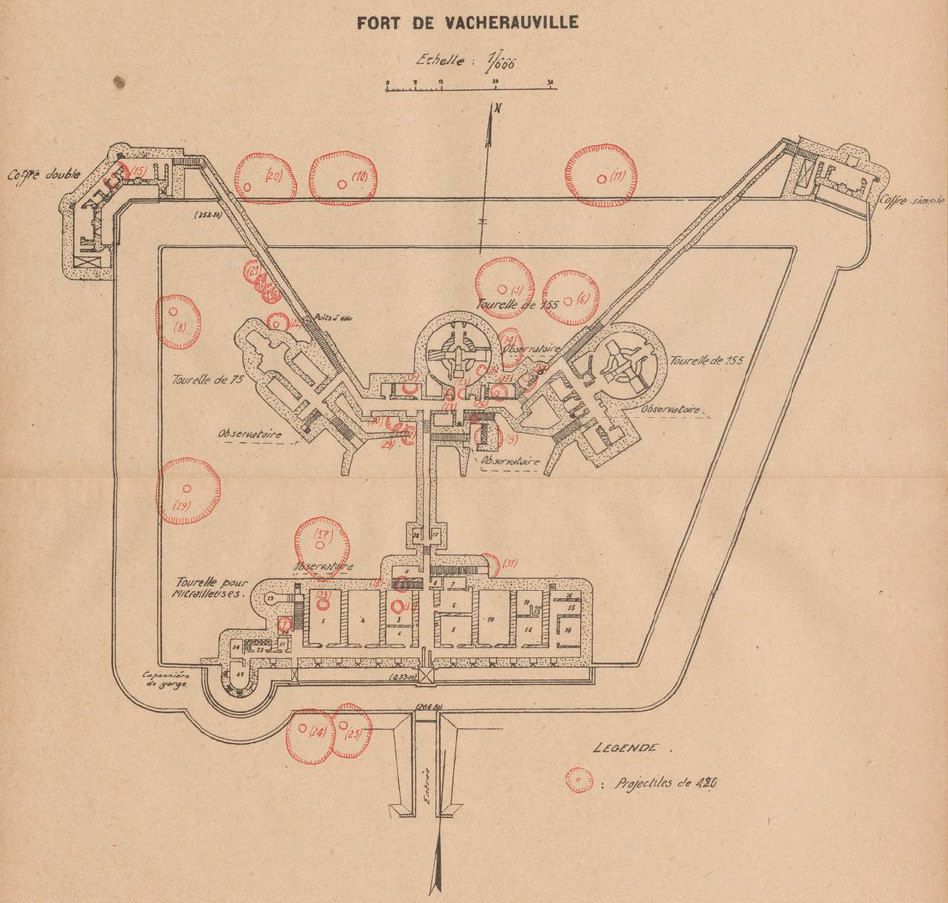
Plan des Forts mit den rot eingezeichneten Einschlägen vom Kaliber 42 cm

Bei Beginn der Kampfhandlungen waren die Arbeiten am Fort noch nicht beendet, trotzdem wurde es mit einer Besatzung versehen und kampfbereit gemacht. Bei der Einrichtung der “Region fortifée de Verdun” am 8. August 1915 wurden das Fort bereits zur Sprengung vorbereitet (Geschütztürme, Escarpe und Contrescarpe). Dazu wurden sieben Minengänge im Abstand von sechs Metern 2,5 Meter weit unter der äußeren, westlichen Grabenwand (Contreescarpe) und sieben weitere unter der gegenüberliegende inneren Grabenwand (Escarpe) ausgeschachtet. Die Arbeiten zur Vorbereitung zur Sprengung wurden am 15. Dezember 1915 befohlen, eine eventuelle Sprengung am 6. Januar 1916 vom Generalkommando genehmigt. Am 24. und 25. März 1916 wurden die Minen geladen (die Geschütztürme wurden jedoch noch nicht zur Sprengung vorbereitet.) Da man die Befürchtung hatte, durch den Beschuss mit schweren Granaten könnten die Minen unkontrolliert explodieren, entfernte man den Sprengstoff wieder und warf ihn in die Maas. Am 10. März 1916 wurde eine ständige Besatzung aus ½ Kompanie Infanterie, einer Artillerieabteilung und Pionieren zugeteilt. Kommandant wurde zunächst Capitaine Gasnier vom „72e régiment d’infanterie territoriale“ (72. Landwehr-Infanterieregiment), am 14. Mai 1915 Chef de bataillon Lespinasse vom 18e régiment d’infanterie und ab 1. Juni 1916 Chef de bataillon Babonnau vom „294e régiment d’infanterie“ (Reserveregiment des 94e régiment d’infanterie).
Bereits am 21. Februar 1916, dem ersten Tag der Schlacht um Verdun wurde das Fort von der deutschen mittleren und schweren Artillerie unter Beschuss genommen. Es handelte sich um 200 Geschosse der Kaliber 15 cm und 21 cm. Am 22. Februar feuerte das Fort 2279 Granaten vom Kaliber 7,5 cm (1793 Sprenggranaten, 486 Schrapnelle), sowie 953 Granaten vom Kaliber 15,5 cm (davon 379 Sprenggranaten und 574 Schrapnelle) auf Samogneux (das am Abend des 23. Februar von den Franzosen aufgegeben wurde), Beaumont und Louvemont (die beide am 24. Februar verloren gingen), sowie auf die von den Deutschen angegriffenen Höhen Côte de Talou, Côte 378 und Côte de Poivre.
Das Fort selbst wurde beschossen:
am 22. Februar: 250 Granaten der Kaliber 13,5 cm, 15 cm und 21 cm
am 23. Februar: 300 Granaten der Kaliber 30,5 cm oder 38 cm
am 24. Februar: 500 Granaten der Kaliber 30,5 cm oder 38 cm
am 25. Februar: 720 Granaten der Kaliber 30,5 cm oder 38 cm / 25 Granaten vom Kaliber 42 cm
am 26. Februar: 280 Granaten der Kaliber 30,5 cm oder 38 cm
Innerhalb von sechs Tagen wurden auf das Fort ca. 450 Granaten vom Kaliber 15 cm und 21 cm, 1800 Granaten der Kaliber 30,5 cm oder 38 cm und 25 Granaten vom Kaliber 42 cm abgefeuert.
Am 5. April 1916 ordnete Général Guillaumat, Kommandant des 1. Armeekorps an, die Artillerie der Türme nur noch im Falle eines deutschen Angriffs einzusetzen, um nicht das deutsche Feuer auf das Fort zu ziehen. Im Frühjahr hatte sich die Front bis auf 1,8 Kilometer an das Fort heran geschoben. Im Laufe des Jahres 1916 wurde der Beschuss mit großen Kalibern fortgesetzt. Im März, April und Mai hauptsächlich mit 15-cm- und 21-cm-Geschützen.
am 30. Mai: drei Granaten 30,5 cm
am 6. Juni: 20 Granaten 30,5 oder 38 cm
am 21. Juni: 12 Granaten 30,5 oder 38 cm
am 30. Juni: 16 Granaten 30,5 oder 38 cm
am 10. Juli: 25 Granaten 30,5 oder 38 cm (zur Vorbereitung des deutschen Angriffs rechts der Maas am 11. Juli 1916). Insgesamt wurden auf das Fort 110 Granaten vom Kaliber 42 cm, 2138 vom Kaliber 38 cm, 30,5 cm oder 28 cm, 5038 vom Kaliber 21 cm oder 15 cm und 664 vom Kaliber 13 cm, 10,5 cm oder 7,7 cm abgefeuert. Das Gewicht des Stahls der Granaten betrug etwa 1900 Tonnen, der verwendete Sprengstoff in den Granaten wog etwa 170 Tonnen.
Der Beschuss kostete das Deutsche Reich etwa 8 Millionen Mark.

### Von den Deutschen eingesetzte Geschütze
- Kurze Marine-Kanone 14 („M-Gerät“) „Dicke Bertha“ 42 cm
- 38-cm-SK L/45 „Langer Max“ 38 cm
- 30,5-cm-M.11-Mörser (Österreich-Ungarische Festungsartillerie)
- 28-cm-Haubitze L/12
- 21-cm-Mörser
- 15-cm-schwere Feldhaubitze 13
- 13-cm-Kanone
- 10-cm-Kanone 04
- 7,7-cm-Feldkanone 96 n. A.

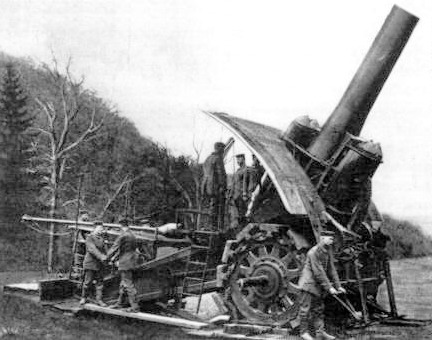
„Dicke Bertha“
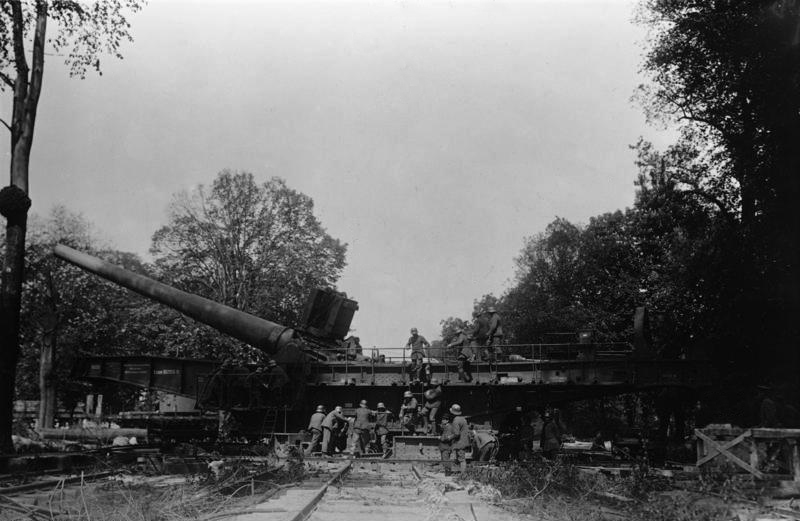
„Langer Max“
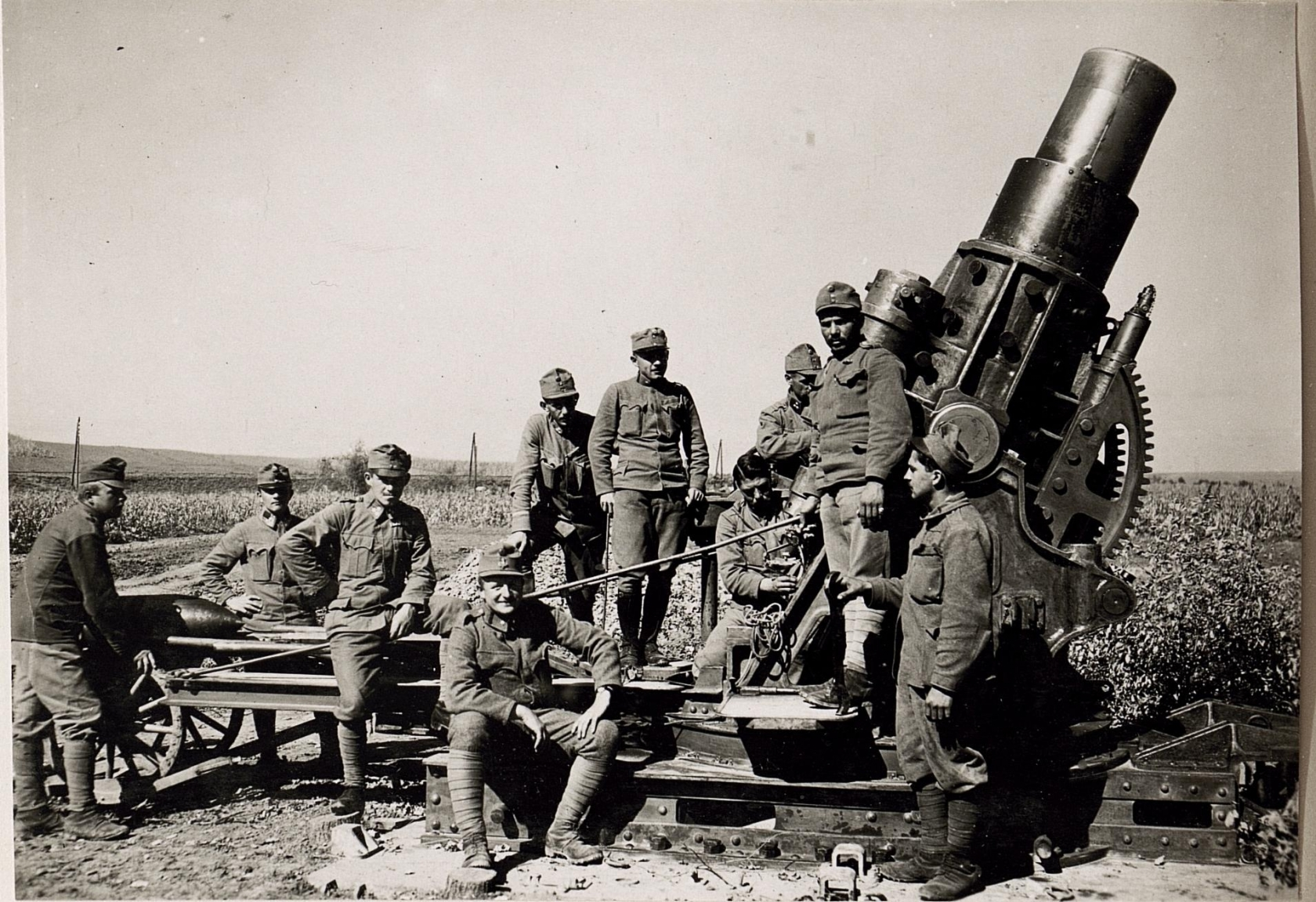
30,5 cm M.11 Mörser
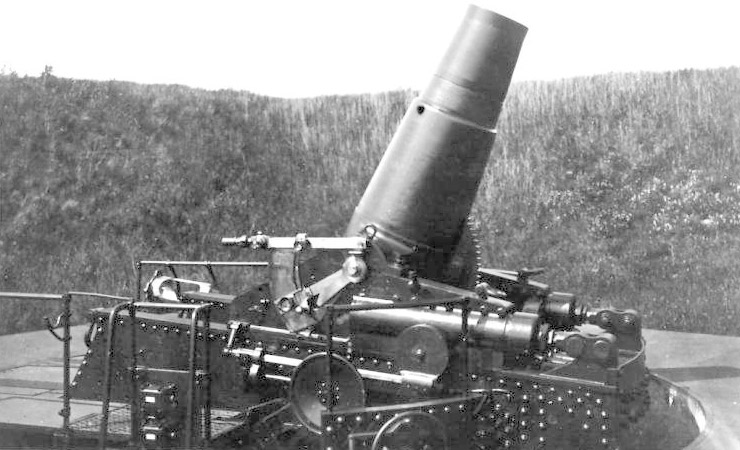
28-cm-Haubitze-L12
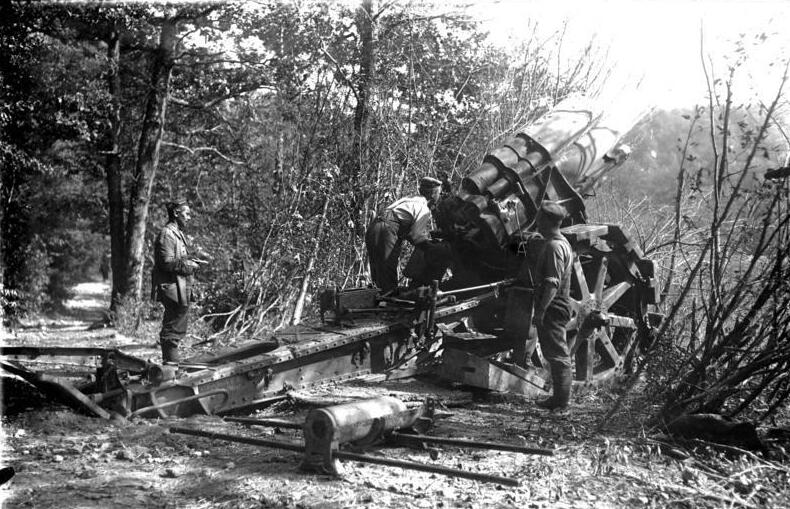
21 cm Mörser
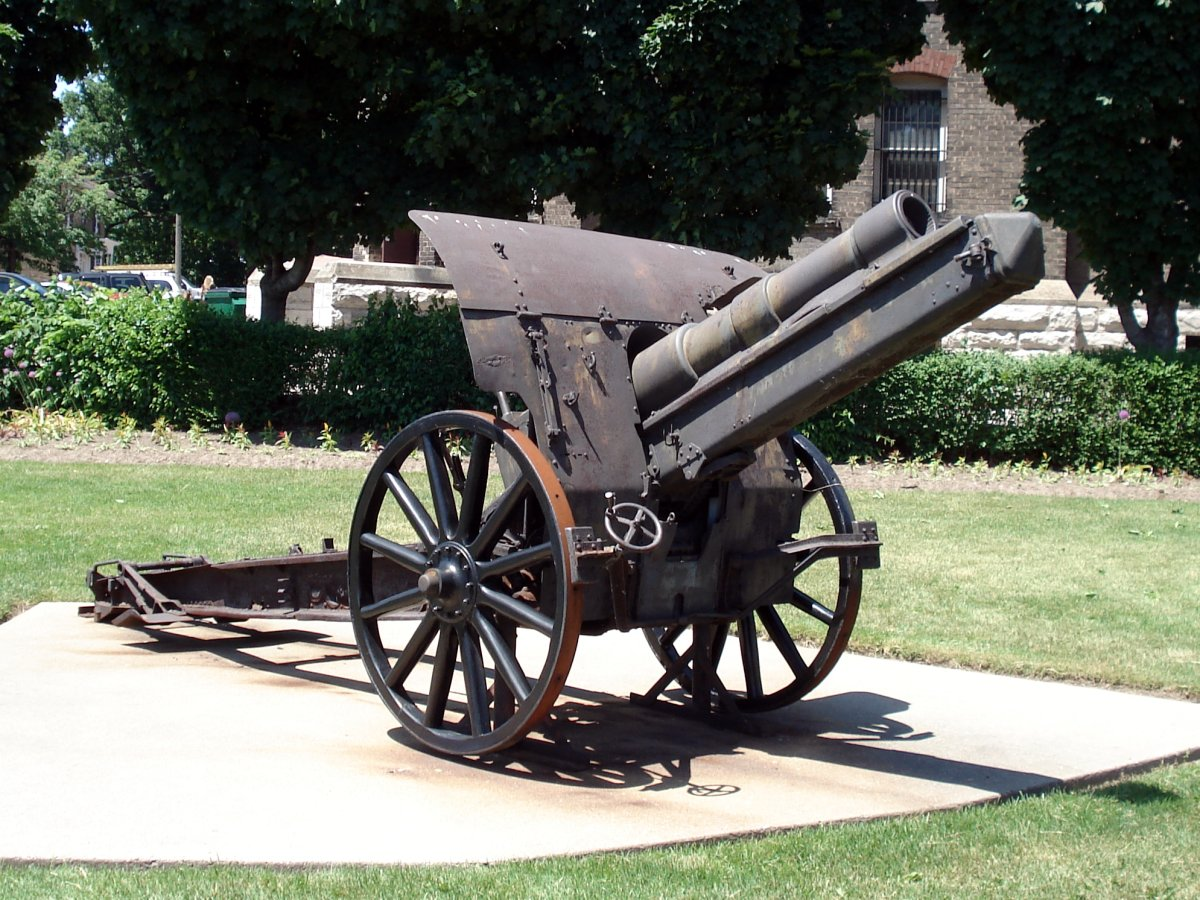
15 cm schwere Feldhaubitze 13
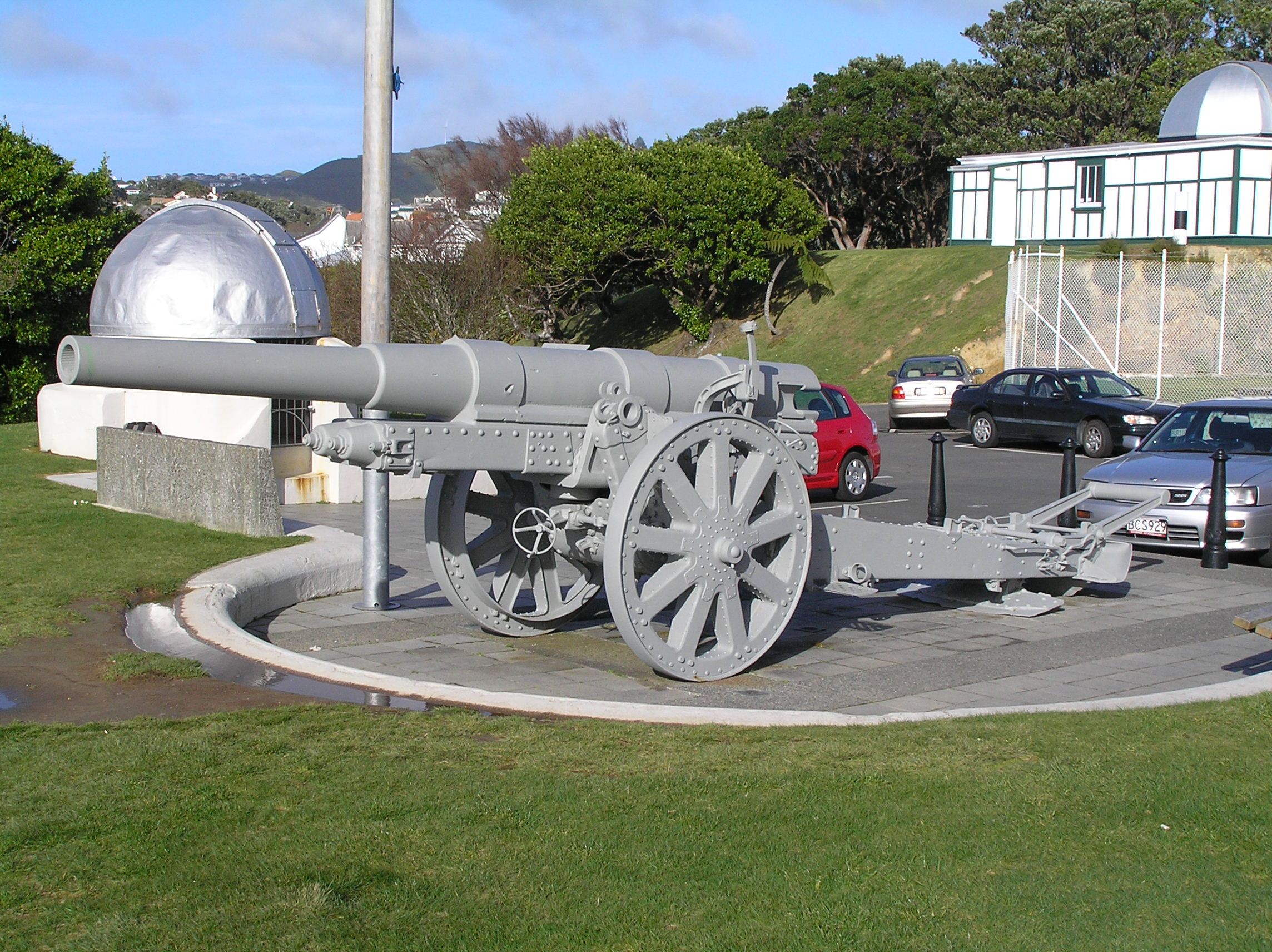
13,5 cm Kanone 09
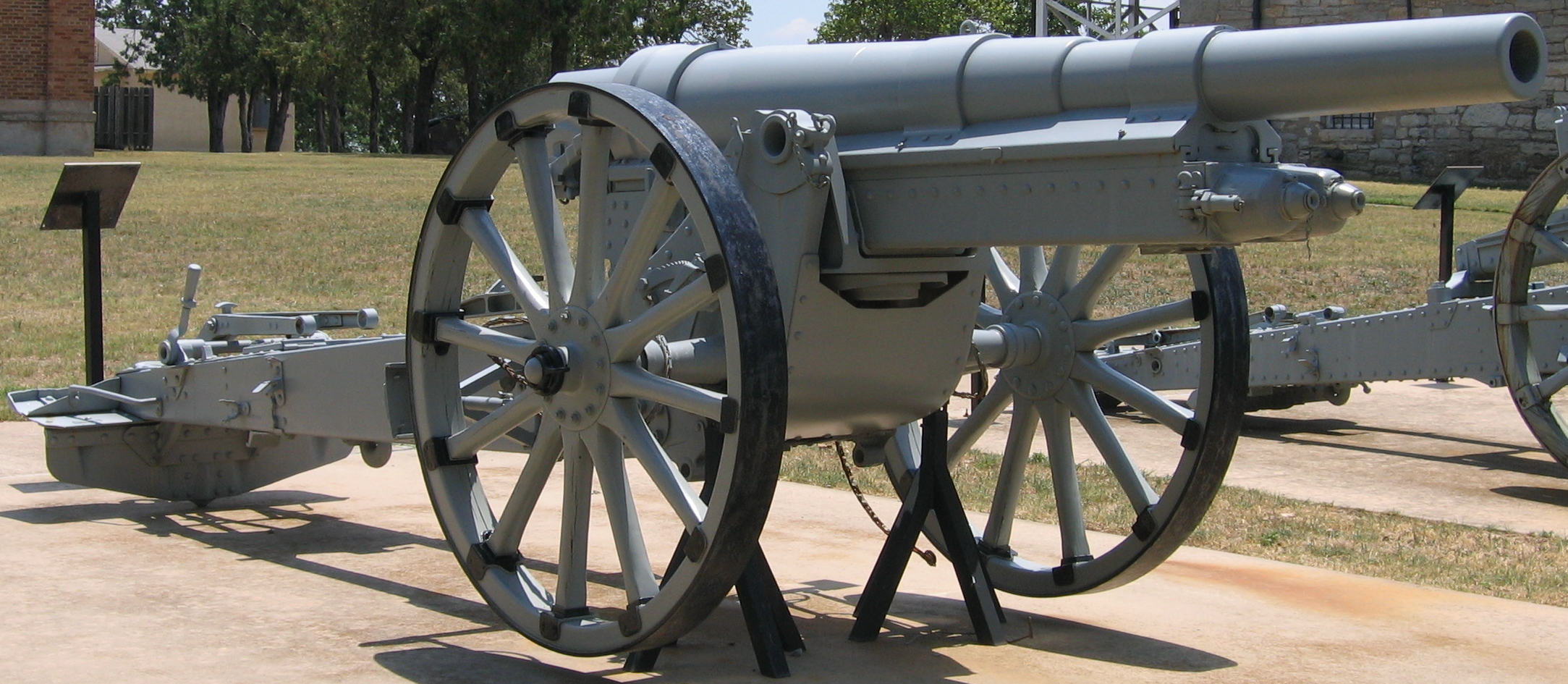
10 cm Kanone 04
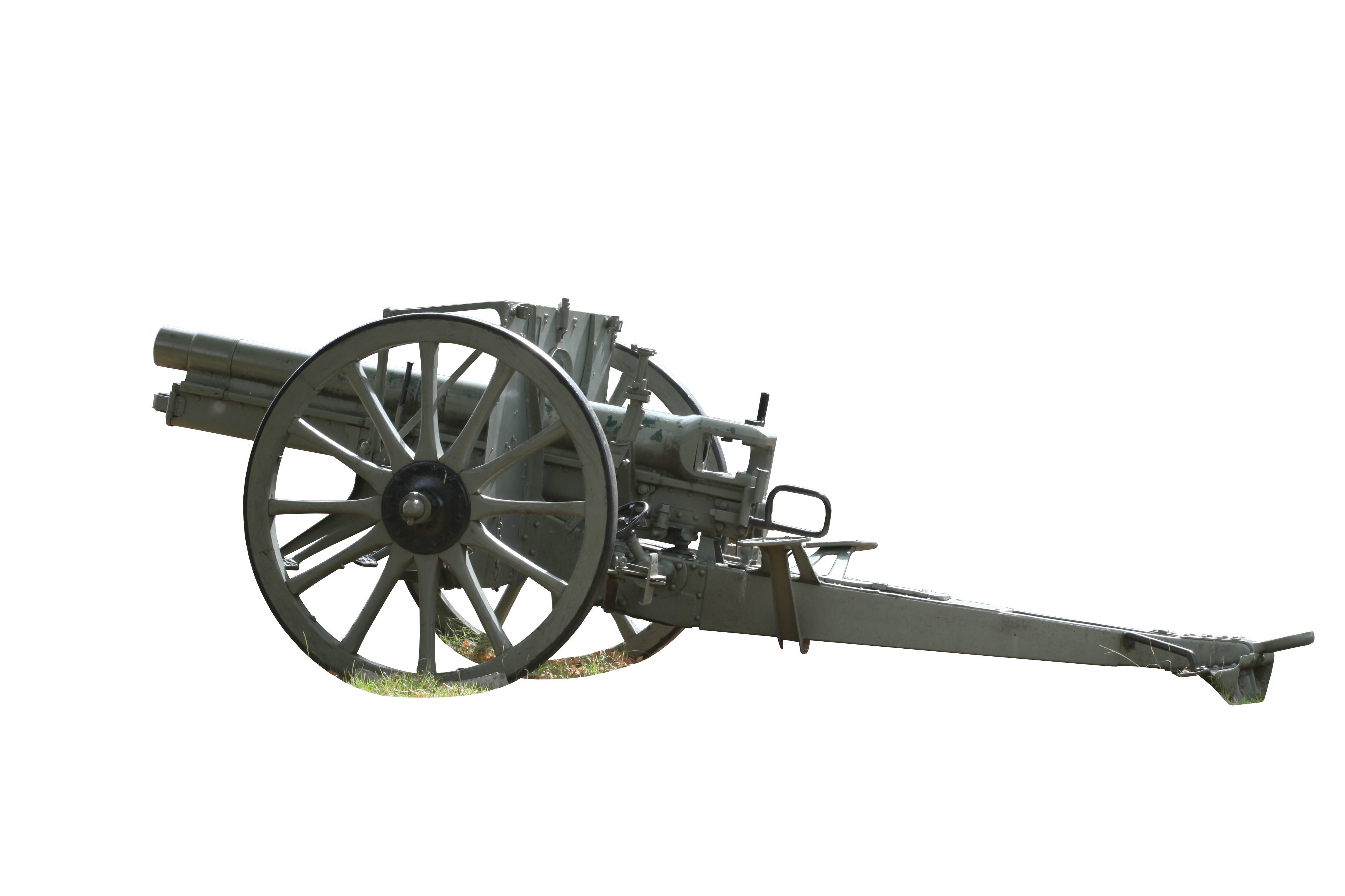
7,7 cm Feldkanone 96

## Schäden

### Einschläge der 42cm Granaten
- Nr. 1: Der erste Einschlag einer 42 cm Granate fiel in die Mitte des Forts neben den zentralen Verbindungsgang vom Unterkunfts- zum Batterieblock. Die betonierte Seitenwand wurden großflächig gegen die gegenüberliegende Wand gedrückt und der Durchgang so blockiert.
- Nr. 2: Granate Nr. 2 fiel auf die Fortdecke und zerstörte den unterirdischen Zugang zur Doppelgrabenstreiche.
- Nr. 3: Granate Nr. 3 traf auf die 1,50 m dicke Stahlbetoneindeckung eines Munitionsmagazins des 75 mm Geschützturms. Die Granate schlug nicht durch, sondern riss einen Krater von 70 cm Durchmesser und 65 cm Tiefe in den Stahlbeton. Der untere Teil der Decke wurde durchgedrückt, Beton platzte ab und die Armierungsstäbe bogen sich durch. Das Loch wurde mit Schutt gefüllt und mit Beton überdeckt.
- Nr. 4: Die Granate fiel auf die Einfassung des Geschützturms 155 mm West. Dabei wurde diese verschoben, der Turm fiel bis zum 28. April aus.
- Nr. 5 und Nr. 6: Beide Granaten fielen auf die Erdaufschüttung vor den Geschütztürmen und warfen eine große Menge Erde und einen Teil der inneren Böschungswand in den Graben.
- Nr. 7: Einschlag auf der Deckenplatte von Raum 20. Diese war 1,64 m stark und wurde ebenfalls nicht durchschlagen. Es entstand ein Krater von 60 bis 65 cm Durchmesser und gleicher Tiefe. Im Inneren war eine Ausbuchtung von 50 cm Tiefe und 2,20 bis 2,50 m Durchmesser entstanden. Die Bewehrungsstäbe waren durchgebogen aber nicht gebrochen. Der zerplatzte Beton wurde von ihnen festgehalten.
- Nr. 8: ?
- Nr. 9: Zerstörte die Latrine am Turm 155 West
- Nr. 10 und Nr. 11: Einschläge auf der äußeren Grabenböschung des Frontgrabens. Starke Beschädigungen am Palisadenzaun und an der Contrescarpe
- Nr. 12 und Nr. 13: Einschläge auf dem Betonkragen des Geschützbrunnens von Turm 155 West. Der Kragen wurde auf einer Länge von 10 Metern einen Meter tief zerstört.
- Nr. 14: Einschlag neben dem Geschützbrunnen von Turm 155 West in das Erdreich. Beschädigungen der Außenwand des Geschützbrunnens.
- Nr. 15: Einschlag neben dem Gang zur Doppelgrabenstreiche. Weitere Verschüttung des bereits unbrauchbaren Gangs.
- Nr. 16: Einschlag auf der 1,50 m dicken Decke der Doppelgrabenstreiche. Die Decke wurde nicht durchschlagen, im Inneren entstand eine Ausbeulung von 20 bis 30 cm tief und 1,50 bis 1,80 m Durchmesser.

Die anderen 14 Treffer richteten keine gravierenden Schäden an, so fielen die Nr. 24 und 25 auf die äußere Grabenböschung, die Nr. 17 und 19 auf die Erdwälle des Innenraums des Forts.

## Baulicher Zustand nach den Kämpfen
- Der Gitterzaun auf der äußeren Grabenböschung war komplett zerstört.
- Innere und äußere Grabenwand des Frontgrabens waren komplett eingeebnet.
- Vom rechten Flankengraben war die äußere Grabenwand zerstört, die innere Grabenwand teilweise noch vorhanden.
- Vom linken Flankengraben waren nur noch von der inneren Grabenwand etwa 20 Meter vorhanden.
- Der Kehlgraben war größtenteils aufgefüllt, die äußere Grabenwand nicht mehr vorhanden
- Die Grabenwehren waren unzerstört und konnte eingesetzt werden.
- Alle Geschützpanzertürme, Maschinengewehrtürme und Beobachtungskuppeln waren voll einsatzbereit.

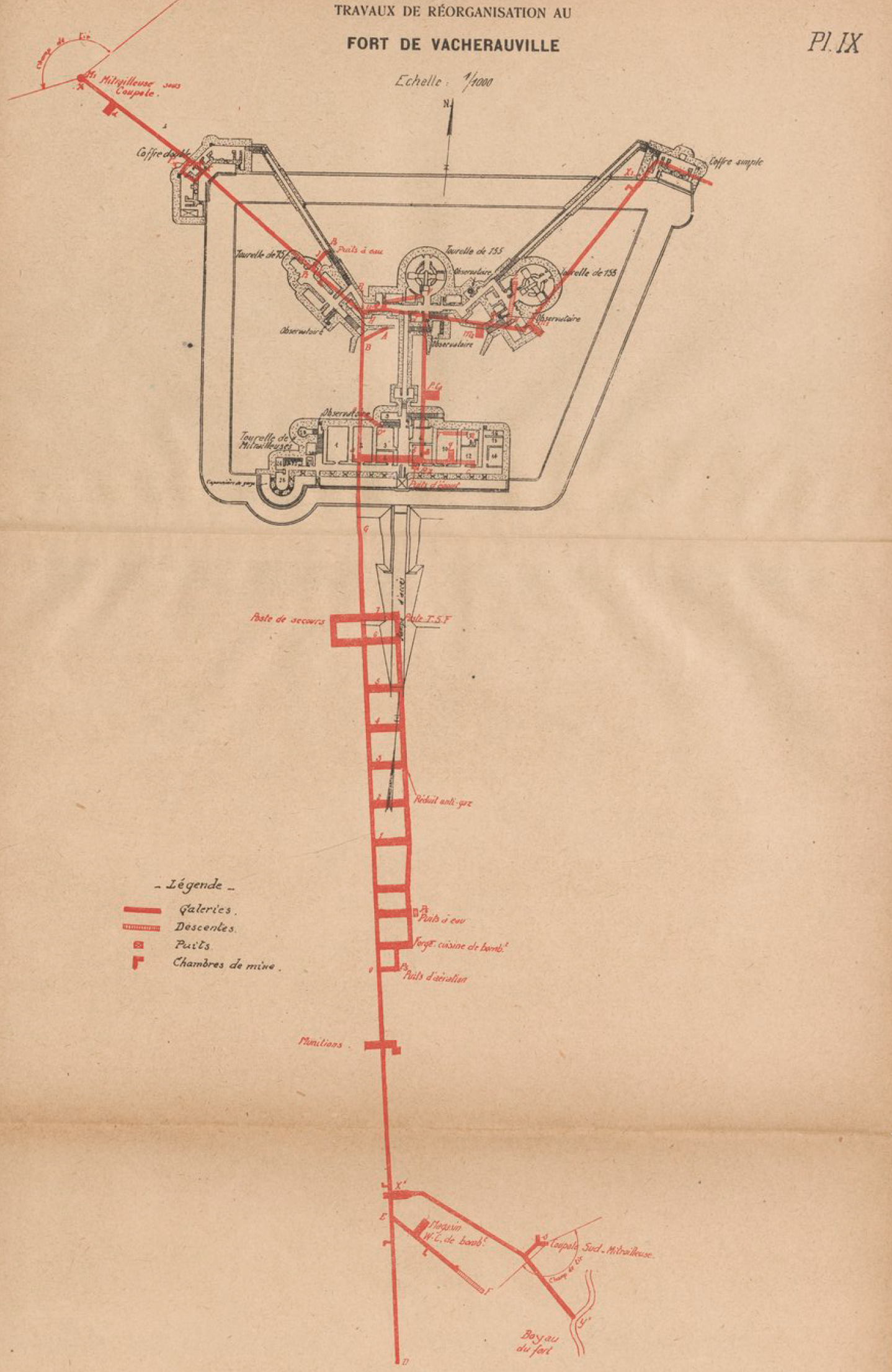
Plan des Fort mit den rot eingezeichneten unterirdischen Galerien aus dem Jahre 1917

## Bauliche Verstärkungen
1916 bis Ende 1917 wurden größtenteils im rückwärtigen Bereich außerhalb des Forts unterirdische Galerien angelegt, die sich bis zu 18 Meter tief unter der Erdoberfläche befanden und damit absolut sicher waren. Es entstanden eine Krankenstation und eine Küche. Die Anlage war gegen Kampfgas geschützt. Bei Kriegsende erreichten die Gänge eine Länge von insgesamt 1165 Metern. Weiterhin wurden zwei gepanzerte Maschinengewehrstände (Casemate Pamart) angelegt, einer im Nordwesten des Forts, der andere in der Nähe des Eingangs.

## Zwischenkriegszeit
Während der Inspektion von 1922 wurden die Türme von Vacherauville im schlechten Zustand und als Schrott beschrieben. Die hohe Luftfeuchtigkeit im Inneren führte zu starker Rostbildung auf den Metallteilen.

### Zustandsbeschreibung
- Rechter Geschützturm 155 mm

Außen: Beton abgeplatzt, Stahlbewehrung freigelegt
Innen: Risse in der Wand des Geschützbrunnens, wurde während des Krieges repariert
- Beobachtungspanzerkuppel des Turms

Außen: Beton abgeplatzt, Stahlbewehrung freigelegt
Innen: Beton gerissen
- Kommandopanzerkuppel

Außen: Beton abgeplatzt, Stahlbewehrung freigelegt
Innen: Beton gerissen
- Rechter Geschützturm 155 mm

Außen: Beton abgeplatzt, Stahlbewehrung freigelegt
Wandung der Grube für das Gegengewicht gerissen, Risse in der Zwischenkammer wurden repariert, Risse in der Wand des Geschützbrunnens
- Beobachtungspanzerkuppel des Turms

Außen: Beton abgeplatzt, Stahlbewehrung freigelegt
Innen: Beton gerissen
- Beide Maschinengewehrtürme

Außen: im guten Zustand
Innen: im guten Zustand, Risse im Beton repariert, Kommunikation komplett abgerissen
- Geschützturm 75 mm

Außen: im guten Zustand, wurde während des Krieges repariert
Wandung der Grube für das Gegengewicht gerissen, teilweise eingestürzt, Grube unter Wasser
- Beobachtungspanzerkuppel des Turms

Außen: Beton abgeplatzt, Stahlbewehrung freigelegt
Innen: Beton gerissen
Die Grenzkommission von 1926 stufte das Fort als unbrauchbar ein. Nichtsdestoweniger hat man es insoweit wieder hergestellt, dass es 1940 gegen die angreifenden deutschen Truppen noch einen gewissen Widerstand leisten konnte. Die Galerien von 1916–1917 (sie wurden „Netzwerk 17“ genannt) mussten 1933 größtenteils ausbetoniert werden, um Einstürze zu vermeiden.

## Zweiter Weltkrieg
Am Morgen des 15. Juni 1940 griff die deutsche 76. Infanteriedivision Verdun von Nordwesten an. Der Angriff auf das Fort de Vacherauville wurde vom 1. Bataillon des 178. Infanterieregiments durchgeführt. Aus dem Fort wurde von den Geschütztürmen und mit Infanteriewaffen auf die Angreifer gefeuert, die zunächst im Vorfeld liegen blieben. Daraufhin wurden Pioniere eingesetzt, die das Verdeck erstiegen und Sprengladungen in die Schlitze der Panzerkuppeln schoben. Um 11:15 Uhr war das Fort eingenommen.
In den Jahren 1943/44 wurden alle Stahlteile durch die Organisation Todt gesprengt, um sie der Verschrottung zuzuführen. Dies wurde jedoch nicht vollständig durchgeführt, heute liegen noch Teile einer Geschützpanzerkuppel und eines Beobachtungspanzerstandes auf dem Gelände.

## Nachkriegszeit
Das Fort liegt seitdem verlassen und dient heute als Rückzugsgebiet für Fledertiere. Etwa 160 Rhinolophus ferrumequinum und etwa 20 Myotis emarginatus halten hier ihren Winterschlaf in den Gängen.
Die etwa 8,7 Hektar große Fläche wird vom „Conservatoire d’espaces naturels de Lorraine“ betreut.
Das Betreten ist verboten.